# Eupileta
Eupileta là một chi bướm đêm thuộc họ Geometridae.

## Các loài
- Eupileta hirsuta
- Eupileta subcaesia